# گل‌آخور (بستان‌آباد)
گل‌آخور یکی از روستاهای استان آذربایجان شرقی است که در دهستان اوجان غربی بخش مرکزی شهرستان بستان‌آباد واقع شده‌است.این روستا ۸۱۳ نفر جمعیت دارد.